# Калифорнийска хамсия
Калифорнийските хамсии (Engraulis mordax) са вид актиноптери от семейство Хамсиеви (Engraulidae).
Те са недостатъчно проучен вид.
Таксонът е описан за пръв път от Шарл Фредерик Жирар през 1854 година.

## Подвидове
- Engraulis mordax mordax